# Байрак Оксана Іванівна
Оксана Іванівна Байрак (нар. 16 лютого 1964, Сімферополь, УРСР) — українська та російська телеведуча, кінорежисерка, продюсерка, акторка та сценаристка. Має українофобні настрої. З 2023 року також працює під псевдонімом Фрося Касьян.
Після окупації Криму Росією у 2014 році емігрувала до росії, де продовжила роботу. З 20 березня 2017 року авторка та ведуча авторської телепрограми «Откровенно с Оксаной Байрак» (укр. «Відверто з Оксаною Байрак») на російському телеканалі «ТВ Центр». До переїзду до Російської Федерації мала кінематографічну кар'єру в Україні, долучившись до створення десятків російськомовних фільмів і серіалів.

## Життєпис

### Ранні роки
Оксана Байрак народилася 16 лютого 1964 року в Сімферополі. У 1985 році закінчила факультет корекційної педагогіки та психології Національного педагогічного університету імені Михайла Драгоманова. Після закінчення педінституту два роки працювала вчителем-логопедом.
У 1991 році закінчила режисерський факультет Київського національного університету театру, кіно і телебачення імені Івана Карпенка-Карого (майстерня А. Серебреннікова, В. Марченко). В інституті познайомилась з Александром Копєйкіним, разом із яким, не перериваючи навчання, зняла свою першу повнометражну стрічку «Круїз, або Розлучна подорож».

### Початок кінематографічної кар'єри
У 1999 році Байрак створила та очолила кіностудію «Studio Bayrak», де згодом було створено десятки російськомовних фільмів та серіалів.
У 2007 році завдяки фільму «Аврора» Байрак отримала премії IV Національної премії кінобізнесу України в трьох номінаціях: «Найкращий вітчизняний прокатний фільм», «Найкращий сайт до фільму» та «Людина року в кінобізнесі». Фільм «Аврора» також було відправлено від України на премію «Оскар» у номінації «Найкращий фільм іноземною мовою», але він згодом не був номінований не потрапивши в «короткий список» претендентів. Згодом, у 2009 році, Байрак стала переможцем ще одної нагороди: лауреатом Всеукраїнської премії «Жінка III тисячоліття» в номінації «Рейтинг».
У 2007 році спробувала себе у році ведучої на телебаченні та стала ведучою російськомовної авторської телепрограми «Сентиментальні балади серйозних чоловіків» на телеканалі Інтер. З 2009 по 2011 року — ведуча російськомовної телепрограми «Давай одружимося» на телеканалі СТБ. У 2011 році була ведучою російськомовної телепрограми «Усі свої» каналу «Інтер» (замінила на цій посаді Дмитра Нагієва). У 2011 році як член журі також брала участь у танцювальному шоу телеканалу «Інтер» «Майданс».

### Невдала спроба політичної кар'єри
У 2006 році Байрак намагалася стати депутатом Верховної Ради України, балотуючись як № 4 у списку проросійської партії «Партія Політики Путіна» (ППП) (згодом партію було перейменовано у 2009 році на «Русь Єдина»). Депутатом Верховної Ради не стала, оскільки партія ППП не подолала прохідний бар'єр.

### Негативне сталення до Євромайдану та еміграція до РФ (2014)
Оксана Байрак негативно поставилася до протестів 2013—2014 років, які згодом дістали назву «Євромайдан», а після анексії Криму Росією у 2014 році емігрувала до Росії.
З 20 березня 2017 року автор та ведуча авторської телепрограми «Откровенно с Оксаной Байрак» (укр. «Відверто з Оксаною Байрак») на російському телеканалі «ТВ Центр».

### Шоу «Маска»
У 2020 році взяла участь у зйомках шоу «Маска» в образі Крапанки, про що люди дізнались 30 січня 2021 року.

## Фільмографія

### Режисерка
- 2018 — «Ніщо не трапляється двічі»
- 2016 — «40+, або Геометрія почуттів»
- 2015 — «Щоб побачити веселку»
- 2015 — «Поділися своїм щастям»
- 2015 — «Обраниця»
- 2013 — «Запізніле каяття»
- 2011 — «Моє нове життя»
- 2011 — «Зимовий сон»
- 2009 — «Все можливо»
- 2009 — «Попелюшка з острова Джерба»
- 2009 — «Це я»
- 2008 — «Кардіограма кохання»
- 2008 — «Хочу дитину»
- 2007 — «Вілла розбрату, або Танець сонячного затемнення»
- 2007 — «Чоловіча інтуїція»
- 2006 — «Аврора»
- 2006 — «Інфант»
- 2005 — «Жіноча інтуїція 2»
- 2005 — «Летюча миша»
- 2004 — «За два кілометри від Нового року»
- 2004 — «Жіноча інтуїція»
- 2004 — «Тобі, справжньому»
- 2004 — «Вбий мене! Ну, будь ласка»
- 2003 — «Снігове кохання, або Сон у зимову ніч»
- 2002 — «Нероби»
- 1998 — «Побачення з химерою» (к/м)
- 1992 — «Сплачено заздалегідь»
- 1991 — «Круїз, або Розлучна подорож»

### Продюсерка
- 2016 — «40+, або Геометрія почуттів»
- 2015 — «Щоб побачити веселку»
- 2015 — «Поділися своїм щастям»
- 2015 — «Обраниця»
- 2010 — «Зимовий сон»
- 2009 — «Попелюшка з острова Джерба»
- 2009 — «Це я»
- 2009 — «Все можливо»
- 2008 — «Хочу дитину»
- 2008 — «Кардіограма кохання»
- 2008 — «Велика різниця»
- 2007 — «Вілла розбрату, або Танець сонячного затемнення»
- 2007 — «Чоловіча інтуїція»
- 2006 — «Аврора»
- 2006 — «Ангел з Орлі»
- 2006 — «Диявол з Орлі»
- 2006 — «Про це краще не знати»
- 2005 — «Жіноча інтуїція-2»
- 2005 — «Цілують завжди не тих»
- 2004 — «Тобі, справжньому»
- 2004 — «Вбий мене! Ну, будь ласка»

### Сценаристка
- 2016 — «40+, або Геометрія почуттів»
- 2015 — «Щоб побачити веселку»
- 2015 — «Поділися своїм щастям»
- 2015 — «Обраниця»
- 2013 — «Запізніле каяття»
- 2011 — «Моє нове життя»
- 2009 — «Все можливо»
- 2009 — «Попелюшка з острову Джерба»
- 2009 — «Це я»
- 2008 — «Кардіограма кохання»
- 2008 — «Хочу дитину»
- 2007 — «Чоловіча інтуїція»
- 2006 — «Інфант»
- 2005 — «Жіноча інтуїція-2»
- 2004 — «Тобі, справжньому»
- 2002 — «Нероби»
- 1992 — «Сплачено заздалегідь»

### Акторка
- 2016 — «40+, або Геометрія почуттів» — Катя
- 2015 — «Поділися своїм щастям» — Татьяна
- 2015 — «Обраниця» — Маша
- 2013 — «Запізніле каяття» — диктор телеканалу Скіфф ТБ
- 2012 — «Моє нове життя» — гінеколог
- 2009 — «Територія краси» — Жанна Пастухова
- 2004 — «За два кілометри від Нового року» — режисер Клара
- 2004 — «Тобі, справжньому» — Суддя
- 1991 — «Круїз, або Розлучна подорож» — француженка

## Особисті погляди

### Ставлення до Євромайдану
У 2013 році, у коментарі українським ЗМІ, Байрак повідомила що вона негативно ставиться до Євромайдану 2013—2014 років. Оскільки вона публічно виступила проти українського народу, її перебування в Україні стало неможливим.

### Ставлення до війни росії проти України
У липні 2018 року, у коментарі під своєю публікацією в Instagram Байрак вітала Росію з перемогою в груповому турі Чемпіонату світу з футболу, вона натякнула, що Україна винна у війні на Донбасі та заявила, що «українська армія знищує своїх людей на Донбасі».

### Ставлення до українськомовного дублювання
У жовтні 2020 року в Instagram Байрак поскаржилася, що серіал 2013 року «Пізнє каяття» (рос. "Позднее раскаяние") було дубльовано українською, тож, на думку Байрак, «блискучий серіал викинули на смітник». Вона зазначила, що після перегляду стрічки «Пізнє каяття» українською її реакція була: «Жах, у такі хвилини хочеться сказати: геть усім націоналістам».

### Ставлення до повномасштабного російського вторгнення в Україну
29 січня 2022 року встала на захист відомої українофобки та путіністки Сніжани Єгорової, яка заявила про підтримку Путіна. Усіх, хто критикував Єгорову, Байрак назвала гієнами.
Байрак не засудила воєнну агресію Росії проти України та продовжує називати українців та росіян «братніми народами».